# Häusliche Pflege

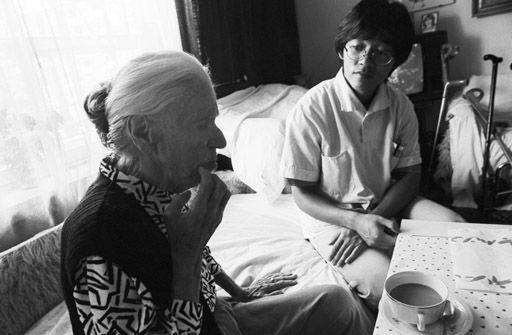
Pflege im häuslichen Umfeld

Häusliche Pflege bezeichnet die pflegerische und hauswirtschaftliche Versorgung pflegebedürftiger Menschen außerhalb von teil- oder vollstationären Einrichtungen in ihrer häuslichen Umgebung. Häusliche Pflege wird sowohl von professionellen Pflegekräften im Rahmen der Ambulanten Pflege als auch ehrenamtlich von Familienangehörigen (pflegende Angehörige) oder anderen Personen aus dem sozialen Umfeld der pflegebedürftigen Person ohne pflegerische Ausbildung geleistet.
Die häusliche Pflege im familiären Umfeld wird von vielen pflegebedürftigen Personen gegenüber einer stationären Pflege in einem Heim bevorzugt, um sich so lange wie möglich Lebensqualität und Selbstbestimmtheit in der gewohnten Umgebung zu erhalten.

## Allgemeines
Bei Pflegebedürftigkeit ist die Pflege durch Familienangehörige in der häuslichen Umgebung in Deutschland am häufigsten. Da die Pflege und Betreuungsarbeit zumeist von Frauen ausgeübt wird, hat sie bedeutende Implikationen für die geschlechtsspezifische Arbeitsteilung und begünstigt Konstellationen, in denen Männer für die Erwerbs- und Frauen für die Reproduktionsarbeiten zuständig sind. Besonders belastet sind Erwerbstätige, deren Eltern oder Schwiegereltern pflegebedürftig werden, solange noch junge Kinder im Haushalt leben; dieses Szenario betrifft insbesondere solche Paare, die ihre Kinder spät im Leben bekommen. Das in Deutschland, Österreich und der Schweiz übliche Modell der Betreuungsarbeit wird daher dem konservativen Wohlfahrtsstaat zugeordnet.
Häusliche Pflege findet oft auch in Zusammenarbeit mit professionellen Pflegekräften statt, die gegebenenfalls Angehörige anleiten, Ratschläge geben und bei der Abwicklung der Formalitäten mit dem Kostenträger helfen können. Häufig sind in diesem Feld auch informelle Helfende zu beobachten, d. h. Personen, die nicht aus verwandtschaftlicher Verpflichtung heraus Unterstützung und Hilfe leisten, z. B. Nachbarn und ehrenamtlich tätige Hilfsvereine. Auch sie müssen bei der Pflegeplanung der professionellen Dienste einbezogen sein. Erich Grond spricht z. B. bei der Betreuung von an Demenz erkrankten Personen von fünf Säulen, die deren Versorgung aufrechterhalten und aufeinander angewiesen sind. Das „Essen auf Rädern“ und sozialarbeiterische Tätigkeiten sind solche ergänzenden Komponenten einer Versorgung zuhause.
Ein sozialpolitisches Problem stellt seit den 1990er Jahren die Beschäftigung ausländischer Haushaltshilfen als ergänzende Unterstützung der Angehörigen dar. Diese Beschäftigungsverhältnisse bewegen sich mitunter in einer rechtlichen Grauzone oder sind illegal. Seit dem 1. Mai 2004 ist es im Rahmen der EU-Osterweiterung und der damit verbundenen Dienstleistungsfreiheit auch osteuropäischen Firmen gestattet, Pflege- und Haushaltshilfen u. a. nach Deutschland zu entsenden. Der so ermöglichte Anstieg der Arbeitsmigration betrifft fast ausschließlich Frauen, die in den Zielländern Betreuungs- und Haushaltsaufgaben übernehmen, während ihre eigenen Kinder in den Heimatländern zurückbleiben und dort von Verwandten oder gegen Bezahlung betreut werden. Diese staatenübergreifende Umverteilung von Care-Arbeit wird als globale Betreuungskette bezeichnet.

### Ambulante Pflege
Wird die häusliche Pflege vollständig von ambulanten Pflegediensten beziehungsweise einer Sozialstation oder einzelnen Pflegekräften auf beruflicher Basis (Individualpflege) übernommen, handelt es sich um Ambulante Pflege. Grundpflege und hauswirtschaftliche Versorgung durch Ambulante Pflege werden als Pflegesachleistungen von der Pflegeversicherung erstattet, häusliche Krankenpflege dagegen von der Krankenversicherung.

## Wirtschaftliche und rechtliche Situation in Deutschland

### Kostenübernahme
Ist häusliche Pflege erforderlich, können in Deutschland Leistungen der Pflegeversicherung oder der Sozialhilfe in Anspruch genommen werden. Es muss eine mindestens sechsmonatige Pflegebedürftigkeit vorliegen.
Dagegen ist die häusliche Krankenpflege in Deutschland eine Leistung der Krankenversicherung, die die im akuten Krankheitsfall erforderliche ambulante Grund- und Behandlungspflege sowie hauswirtschaftliche Versorgung umfasst. Sie wird erbracht, wenn das Ziel der ärztlichen Behandlung gesichert werden soll, um eine Krankenhausbehandlung zu vermeiden oder wenn Krankenhausbehandlung geboten, aber nicht ausführbar ist. Die Anspruchsdauer für die ambulante Krankenpflege beträgt in der Regel vier Wochen je Krankheitsfall.

### Sozialrechtliche Situation
In Deutschland hat die häusliche Pflege im Recht der Pflegeversicherung (SGB XI) wie im Sozialhilferecht (SGB XII) Vorrang vor der stationären Pflege. Pflegebedürftige Personen haben, wenn sie mindestens erheblich pflegebedürftig sind, Leistungsansprüche gegenüber der Pflegeversicherung oder dem Sozialhilfeträger; an Demenz erkrankte Personen und Behinderte können schon bei geringerer Pflegebedürftigkeit Leistungsansprüche haben. Bei häuslicher Pflege durch Angehörige oder sonstige Privatpersonen zahlt die Pflegekasse oder der Sozialhilfeträger ein pauschales Pflegegeld an die pflegebedürftige Person, die in dessen Verwendung frei ist. Wird professionelle Pflege in Anspruch genommen, übernimmt der Sozialleistungsträger die Kosten bis zu bestimmten Höchstbeträgen (sogenannte Pflegesachleistung), welche höher liegen als das Pflegegeld. Die beiden Leistungsarten können miteinander kombiniert werden, d. h. das Pflegegeld wird nach § 38 SGB XI um den Prozentsatz vermindert, in dem der Pflegebedürftige Sachleistungen in Anspruch genommen hat. Auch die Versorgung mit Pflegehilfsmitteln, wohnumfeldverbessernde Maßnahmen sowie Leistungen bei Verhinderung der Pflegeperson kommen in Betracht.
Ist dagegen eine medizinische Behandlungspflege erforderlich, ist der Anspruch auf häusliche Krankenpflege durch die Krankenversicherung vorrangig.
Unter bestimmten Voraussetzungen werden ehrenamtliche Pflegepersonen rentenversichert. Sie können sich daneben innerhalb bestimmter Fristen freiwillig gegen Arbeitslosigkeit versichern. Ehrenamtlich Pflegende können auch Pflegekurse in Anspruch nehmen.
Leistungsbezieher, die am Stichtag 31. März 1995 einen Anspruch auf Pflegegeld nach § 69 Bundessozialhilfegesetzes (BSHG) hatten, erhalten ein sogenanntes Besitzstandspflegegeld.

### Arbeitsrechtliche Situation
Bei häuslicher Pflege im Rahmen eines Angestelltenverhältnisses gilt für die Pflegekraft das deutsche Arbeitsrecht.
Das Prinzip der 24-Stunden-Pflege, bei dem eine Pflegekraft mit der zu betreuenden Person in einer Wohnung lebt, gewinnt dabei in der Praxis zunehmend an Bedeutung. Ende Juni 2021 entschied das Bundesarbeitsgericht, dass sämtliche Arbeitsstunden sowie Bereitschaftszeiten mindestens mit dem gesetzlichen Mindestlohn zu vergüten sind, unabhängig von den Arbeitszeitfestlegungen des Beschäftigungsvertrages. Die Herkunft der Pflegekraft und die Person des Arbeitsvertragspartners sind dabei nicht ausschlaggebend (Aktenzeichen 5 AZR 505/20). Bereits im Jahr 2020 hatte das Landesarbeitsgericht Berlin-Brandenburg im selben Fall ähnlich entschieden (Aktenzeichen 21 Sa 1900/19). Die Gewerkschaft ver.di kritisiert das 24-Stunden-System als „systematische[m]n Gesetzesbruch“.

## Situation in Österreich
In Österreich wird die häusliche Pflege durch das Hausbetreuungsgesetz geregelt. Hier kann neben dem Pflegegeld auch eine Förderung für die 24-Stunden-Pflege im eigenen Zuhause beantragt werden.